# マセラティ・レヴァンテ
レヴァンテ（Levante）は、イタリアの自動車メーカーであるマセラティが2016年から2024年まで製造・販売していたスポーツ・ユーティリティ・ビークル (SUV) である。
車名の「レヴァンテ (Levante) 」とは、「地中海からジブラルタル海峡へ吹き抜ける東風」を意味する。

## 概要
2011年のフランクフルト・モーターショーでSUVコンセプトカーである「クーバン（Kubang）」を発表
。2016年3月のジュネーブモーターショーに市販型として正式に「レヴァンテ」として発表された。創立から100年以上の歴史をもつマセラティでSUVの発売は初である。
ラインナップは「レヴァンテ」と上級モデルの「レヴァンテS」、「レヴァンテ・ディーゼル」の3種類。2018年にはそれぞれ「グランルッソ」と「グランスポーツ」というトリムオプションが追加された。
基本アーキテクチャはマセラティ・ギブリと共通になっている。内外装はマセラティのチェントロ・スティーレ（デザインセンター）が担当。フロントエンドのデザインはギブリに共通するもの。サイドの3連エアダクトもマセラティを象徴するものである。
エンジンはフェラーリとの共同開発で、ガソリンエンジンは3.0L V型6気筒DOHCツインターボ（最高出力350 PS/5,750 rpm）、ディーゼルエンジンは3.0L V型6気筒DOHCターボ（275 PS/4,000 rpm）、レヴァンテSでは最高出力が430 PS/5,750 rpmに引き上げられる。駆動系はギブリでも採用されている「Q4」とよばれるインテリジェントAWDシステムを搭載する。走行モードは4種類、エアサスペンションは6段階に調整することができる。トランスミッションはZF製の8速AT。
2016年内からトリノにあるフィアットのミラフィオリ工場で生産される。日本では2016年5月10日より販売を開始した。

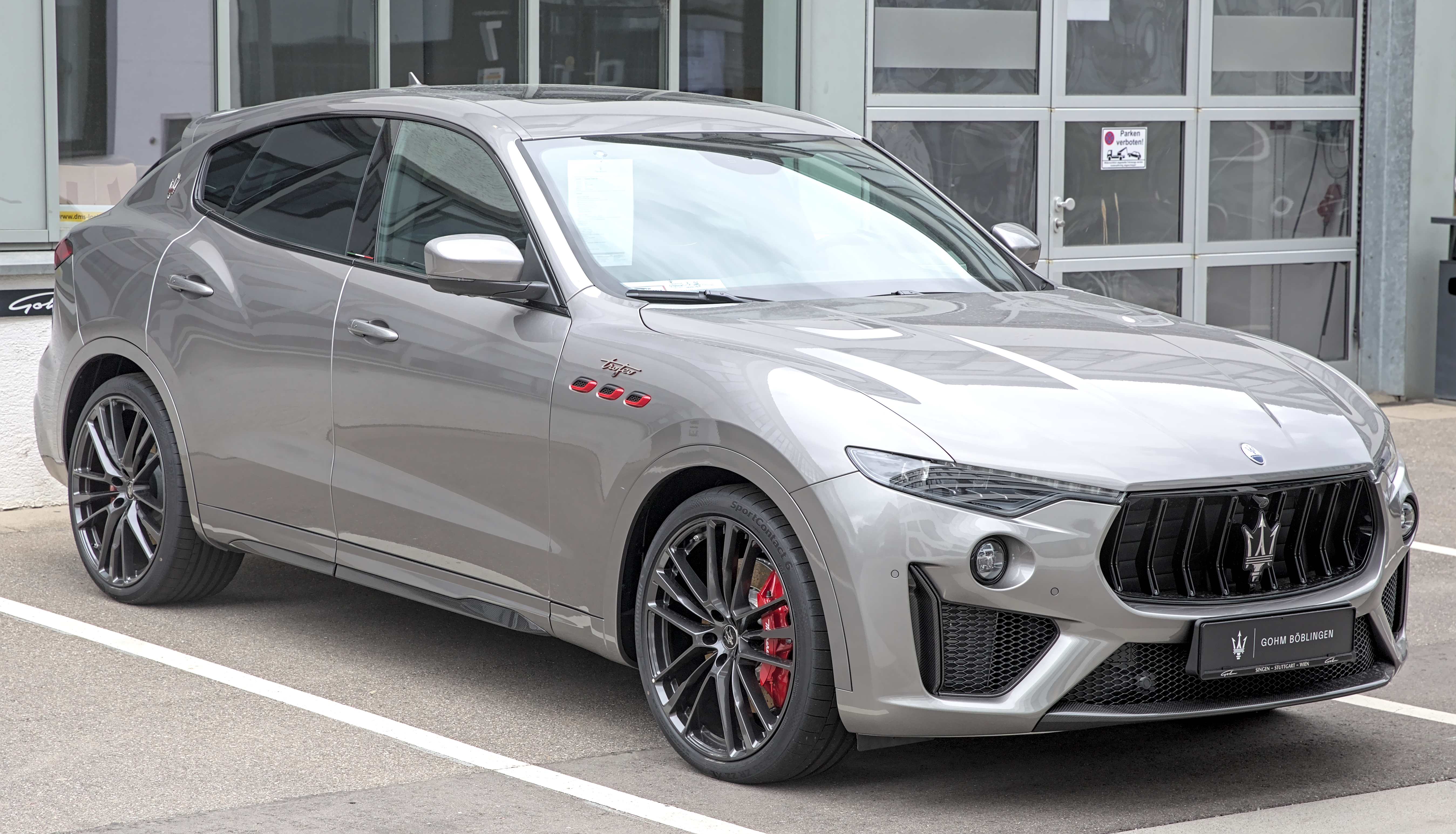
レヴァンテ・トロフェオ

2018年には3.8L V型8気筒DOHCツインターボエンジンを搭載する「レヴァンテGTS」と「レヴァンテ・トロフェオ」が追加された。エンジンはクアトロポルテGTSに搭載されているV8ツインターボユニットを移植し、駆動系のQ4システムとマッチングするため各部を再設計している。最高出力はGTSは550 PS/6,250 rpm、トップグレードモデルのトロフェオは590 PS/6,250 rpmを発生する。新たに車両統合制御システム（IVC）が導入され、走行モードにはローンチコントロール付きのコルサ（Corsa）が追加された。

## ギャラリー
- クーバン（2011年）
- インテリア
- ラゲッジ・スペース
- エンジンルーム